# Woodstock (film)
Woodstock (film) – amerykański film dokumentalny z 1970 roku będący zapisem festiwalu muzycznego Woodstock, który odbył się w dniach 15–18 sierpnia 1969 roku na farmie M. Yasgura w Bethel koło Nowego Jorku.

## Wyróżnienia
| Rok wpisania | National Film Registry |
| ------------ | --- |
| 1996         | Lista filmów budujących dziedzictwo kulturalne USA utworzona przez National Film Preservation Board i przechowywana w Bibliotece Kongresu Stanów Zjednoczonych |

## Nagrody i nominacje
| Nazwa nagrody | Wygrane                                                                 | Nominacje                                                                          |
| ------------- | ----------------------------------------------------------------------- | ---------------------------------------------------------------------------------- |
| Oscar         | 1971 Najlepszy pełnometrażowy film dokumentalny Bob Maurice (producent) | 1971 Najlepszy dźwięk Dan Wallin, L.A. Johnson Najlepszy montaż Thelma Schoonmaker |